# Chili Hi Fly
Chili Hi Fly of Chili Hifly was een Australische danceact uit Sydney onder leiding van de producers Simon Lewicki (beter bekend als Groove Terminator) en Noel Burgess. Chili Hi Fly is vooral bekend van de hit Is it love. Dit nummer stond in het najaar van 1999 twee weken op #40 in de Nederlandse Top 40. Het was gebaseerd op een sample van het nummer Be my lady van Kool & the Gang en werd ingezongen door de Australische Elvis-imitator Andy Seymour. Het nummer bleef aanvankelijk een klein hitje in Europa, maar in 2001 haalde het de eerste plaats in de Billboard Hot Dance Club Play Chart.
Na Is it love bracht Chili Hifly nog twee singles uit: Strobe alarm (2000) en It's alright (2001), beide zonder veel succes. In 2006 vormde Lewicki samen met Sam Littlemore het project Tonite Only. Later dat jaar ging ook dit duo uit elkaar.

## Bezetting
- Simon Lewicki
- Noel Burgess

## Discografie

### Singles
| Single met eventuele hitnotering(en) in de Nederlandse Top 40 | Datum van verschijnen | Datum van binnenkomst | Hoogste positie | Aantal weken | Opmerkingen |
| ------------------------------------------------------------- | --------------------- | --------------------- | --------------- | ------------ | ----------- |
| Is it love                                                    |                       | 25-9-1999             | 40              | 2            |             |